# Luis Enrique Martínez Ventura
Luis Enrique Martínez Ventura (19 de agosto de 1963) es un político mexicano, miembro actual del Partido del Trabajo (PT) y con anterioridad del Partido Revolucionario Institucional (PRI). Ha sido en dos ocasiones presidente municipal de Valle de Chalco Solidaridad y diputado federal a partir de 2018 y reelegido en 2021.

## Biografía
Es arquitecto egresado de la entonces Escuela Nacional de Estudios Profesionales Aragón de la Universidad Nacional Autónoma de México (UNAM). 
Miembro original del PRI, inició su carrera en el servicio público en el primer ayuntamiento de Valle de Chaco Solicidaridad presidido por Felipe Medina Santos y en donde fue director de Obras Públicas de 1994 a 1996, presidente municipal suplente del titular Salvador Castañeda Salcedo de 1997 a 2000 y en las elecciones de 2000 fue candidato del PRI a presidente municipal de Valle de Chalco, resultando triunfador. Asumió el cargo para el periodo del 18 de agosto de 2000 al 17 de agosto de 2003.
Al término de su cargo, en las elecciones de 2003 fue candidato del PRI a diputado local por el Distrito 27, pero no logró la victoria. En 2004 fue nombrado subsecretario de Gobierno de la región Amecameca del gobierno del estado de México por el gobernador Arturo Montiel Rojas y luego fue presidente del comité municipal del PRI en Valle de Chalco.
En las elecciones de 2009 volvió a ser candidato del PRI a presidente municipal de Valle de Chalco, triunfando en el proceso electoral, y asumiendo su segundo mandato del 18 de agosto de 2009 al 17 de agosto de 2013. Pero solicitó licencia en 2012 al ser postulado candidato del PRI a diputado por distrito 27 local en las elecciones de ese año, siendo elegido para la LVIII Legislatura del Congreso del Estado de México de 2012 a 2015. Y al concluir su labor legislativa, fue nuevamente candidato del PRI a presidente municipal de Valle de Chalco, pero en las elecciones de dicho resultó derrotado por su opositor postulado por el Partido de la Revolución Democrática, Ramón Montalvo Hernández.
En 2018 renunció a su militancia en el PRI y se unió al Movimiento Regeneración Nacional (Morena) que lo postuló en las elecciones de ese mismo año como candidato de la coalición Juntos Haremos Historia a diputado federal por el Distrito 32 del estado de México. Resultó elegido a la LXIV Legislatura, que concluyó en 2021. En ella fue secretario de la comisión de Desarrollo Metropolitano, Urbano, Ordenamiento Territorial y Movilidad; e integrante de las comisiones de Justicia; y, de Protección Civil y Prevención de Desastres. El 3 de septiembre de 2019 anunció su cambio del grupo parlamentario de Morena al del Partido del Trabajo.
En las elecciones de 2021, fue postulado a la reelección por el mismo cargo y distrito electoral, triunfando nuevamente para el periodo de 2021 a 2024. En las LXV Legislatura que concluirá en 2024, es secretario de las comisiones de Movilidad; y, de Zonas Metropolitanas; así como integrante de la comisión de Cambio Climático y Sostenibilidad; y secretario de la Mesa Directiva de 2021 a 2022.